# 田所辰之助
田所辰之助（たどころ　しんのすけ、1962年 - ) は、日本の建築史家。学位は、博士（工学）（東京大学）。
一級建築士。
日本大学教授。
デジタルハリウッド大学客員教授。
所属学会・団体は日本建築学会、建築史学会のほかDOCOMOMO Japan理事として文化的・歴史的価値をもつモダニズム建築の記録・保存を担い、毎年行われる「日本におけるモダン・ムーブメントの建築」の選定に関わる。
主な研究テーマは近現代建築史・建築論。
20世紀初頭のドイツの近代建築が専門。また日欧の近現代建築史について横断的に取り扱っている。
展覧会の企画などには「吉田鉄郎の近代－モダニズムと伝統の架け橋」展（文化庁近現代建築資料館、2019年11月～2020年2月）、「分離派建築会100年－建築は芸術か？」展（パナソニック汐留ミュージアム・京都国立近代美術館、2020年10月～2021年3月）の開催に協力。
東京都生まれ。1986年、日本大学理工学部建築学科卒業。
1988年、日本大学大学院理工学研究科博士前期課程修了。
1994年、日本大学大学院理工学研究科博士後期課程単位取得退学。
1988～1989年、ダニエル・リベスキンド主宰アーキテクチュア・インタームンディウムに参画。
1997年、東京大学から博士号授与。
1996年、日本大学短期大学部建設学科助手。2013年、同建築・生活デザイン学科教授。
2014年、日本大学理工学部建築学科教授。
共著・訳書に
『わかる建築学(１) 建築計画』
『建築モダニズム－近代生活の夢とかたち』（エクスナレッジ、2001年）
『建築家・吉田鉄郎の「日本の住宅」』（吉田鉄郎著、近江榮監修、鹿島出版会、2002年）
『クッションから都市計画まで　ヘルマン・ムテジウスとドイツ工作連盟：ドイツ近代デザインの諸相』（池田祐子編、京都国立近代美術館、2002年）京都国立近代美術館、2002年）
『マトリクスで読む20世紀の空間デザイン』（彰国社、2003年）
『作家たちのモダニズム－建築・インテリアとその背景』（黒田智子編、学芸出版社、2003年）
『建築家・吉田鉄郎の「日本の庭園」』（吉田鉄郎著、近江榮監修、鹿島出版会、2005年）
『材料・生産の近代』（鈴木博之他編、東京大学出版会、2005年）
『20世紀的空間設計』（戸春生他訳、中国建築工並出版社、2007年）
『近代工芸運動とデザイン史』（藤田治彦編、思文閣出版、2008年）
『世界の建築・街並みガイド-4　ドイツ/スイス/オランダ/ベルギー』（エクスナレッジ、2012年）
『ル・コルビュジエの住宅　3Dパース全集』（（監訳）スティーヴン・パーク著、管しおり訳、エクスナレッジ、2013年）
『細訪千年古都之美』（梅應基訳、台湾東販股扮有限公司、2014年）
『日本美を訪ねる－関西4都市の旅』（エクスナレッジ、2014年）
『ビフォー ザ バウハウス　帝政期ドイツの建築と政治　1890-1920』（ジョン・V・マシュイカ著、池田祐子共訳、三元社、2015年）
『モダニスト再考［海外編］』（彰国社、2016年）
『ウィーン　西洋近代の都市と芸術』（池田祐子編、竹林書房、2016年）
『モダニスト再考［日本編］』（彰国社、2017年）
『日本のインテリアデザイン全史』（柏書房、2018年）
『世界でいちばん素敵な建築の教室』（（監修）三才ブックス、2019年）
『吉田鉄郎の近代－モダニズムと伝統の架け橋』（文化庁国立近現代建築資料館、2019年）
『分離派建築会－日本のモダニズム建築誕生』（田路貴浩編、京都大学学術出版会、2020年）
『風景の人間学－自然と都市、そして記憶の表象』（仲間裕子・竹中悠美編、三元社、2020年）
など。
『世界でいちばん素敵な建築の教室』（ロム・インターナショナル）『代表作でわかる世界の建築史入門』（世界文化社）では監修をつとめる。